# Савін Гурій Миколайович
Гурій Миколайович Савін (* 19 січня (1 лютого) 1907, Весьєгонськ — 28 жовтня 1975, Київ) український радянський вчений у галузі механіки, академік АН УРСР (з 1948 року, член-кореспондент з 1945 року). Член ВКП (б) з 1939 року.

## Біографія
Народився 19 січня (1 лютого) 1907 року у місті Весьєгонську Тверської губернії Російської імперії (нині районний центр Тверської області Росії).
У 1932 році закінчив Дніпропетровський університет; з 1932 року викладав у Дніпропетровському інженерно-будівничому інституті, з 1941 року — його професор. З 1945 року член-кореспондент, з 1948 року — дійсний член АН УРСР. У 1940–1945 роках директор Інституту гірничої механіки АН УРСР; 1945—1948 роках очолював науково-дослідні установи АН УРСР у Львові, в 1945–1952 роках — професор (в 1948–1952 роках ректор) Львівського університету. У березні 1952–1957 роках — віцепрезидент АН УРСР і професор Київського університету; з 1957 року завідувач відділу теорії пружності в Інституті механіки АН УРСР (в 1958–1959 роках його директор). З 1955 року відповідальний редактор журналу «Прикладна Механіка».

Могила Гурія Савіна

Помер 28 жовтня 1975 року в Києві. Похований у Києві на Байковому кладовищі.

## Відзнаки
- Сталінська премія (1952);
- Заслужений діяч науки і техніки УРСР (19.10.1966);
- Премія ім. О. М. Динника АН УРСР (1973).

## Твори
Гурій Савін автор понад 180 друкованих праць, головним чином з теорії пружності та з ділянки гірничих підйомних пристроїв. Серед них:
- Давление системы абсолютно-жестких штампов на упругую анизотропную полуплоскость, «Сообщения грузинского филиала Академии наук СССР», 1940, т. 1, № 10;
- Концентрация напряжений около отверстий, М.—Л., 1951;
- Динамическая теория расчета шахтных подъемных канатов, Київ. 1949;
- Смешанная задача для анизотропной полуплоскости, «Ученые записки Львовского университета», 1950, т. 5, вип. 2;
- О динамических усилиях в шахтном подъемном канате при подъеме груза, «Украинский математический журнал», Київ. 1954, № 2;
- Про основні рівняння динаміки шахтного підіймального каната (підіймання вантажу), «Прикладна механіка», Київ, 1955, вип. 1;
- Курс теоретической механики, Київ. 1957 (у співавторстві)[1].

## Пам'ять

меморіальна дошка

2 грудня 1985 року в Києві на фасаді Інституту механіки імені С. П. Тимошенка по вулиці Нестерова, 3 Гурію Савіну встановлено меморіальну дошку (бронза; барельєф; скульптор О. В. Молдаван-Фоменко, архітектор М. М. Фещенко).